# Daniel Recasens i Comes
Daniel Recasens i Comes (Figuerola del Camp, 1899 - Barcelona, 1975) fou un metge i polític tarragoní que esdevingué director de l'Hospital de Sant Pau i Santa Tecla, durant els anys 1937-1939 i president del Centre Catalanista Republicà de Tarragona. Germà del també polític i historiador Josep Maria Recasens i Comes.
Cursà els estudis d'ensenyament mitjà a l'Institut Martí Franquès de Tarragona (1911-1917) i posteriorment la llicenciatura de medicina a Barcelona (1918-1923). L'any 1922 va ser destinat a l'Hospital d'Indígenes durant la Guerra del Marroc. En acabar la carrera ocupa plaça de metge a La Secuita on conegué qui va ser la seva esposa Maria Fortuny Girona amb qui es casà el 1927 i tingué dues filles. L'any 1932 treballa a l'Hospital Sant Pau i Santa Tecla de Tarragona i s'especialitza en cardiologia a l'Hospital de la Santa Creu de Barcelona.
En plena Guerra Civil, l'any 1937, és escollit director de l'Hospital de Sant Pau i Santa Tecla càrrec que ocupa fins a l'any 1939. Acabada la Guerra Civil Espanyola s'exilia a França on es guanya la vida com a cisteller, espardenyer i veremador fins a l'any 1949 que torna a Tarragona. Posteriorment cursa l'especialitat en anestesiologia a l'Hospital de Sant Pau de Barcelona mentre segueix treballant a l'Hospital de Tarragona. El 1951 passa a ocupar la plaça de metge a la Canonja fins a la seva jubilació l'any 1971. Durant la Guerra del Marroc redacta un total de seixanta-cinc cròniques que es publiquen al diari Tarragona. De l'any 1930 al 1934 participa en la Revista Guspira del Morell. L'any 1923 s'afilia al Partit Nacionalista Republicà i se situa al capdavant del Centre Catalanista Republicà de Tarragona.